# Odre

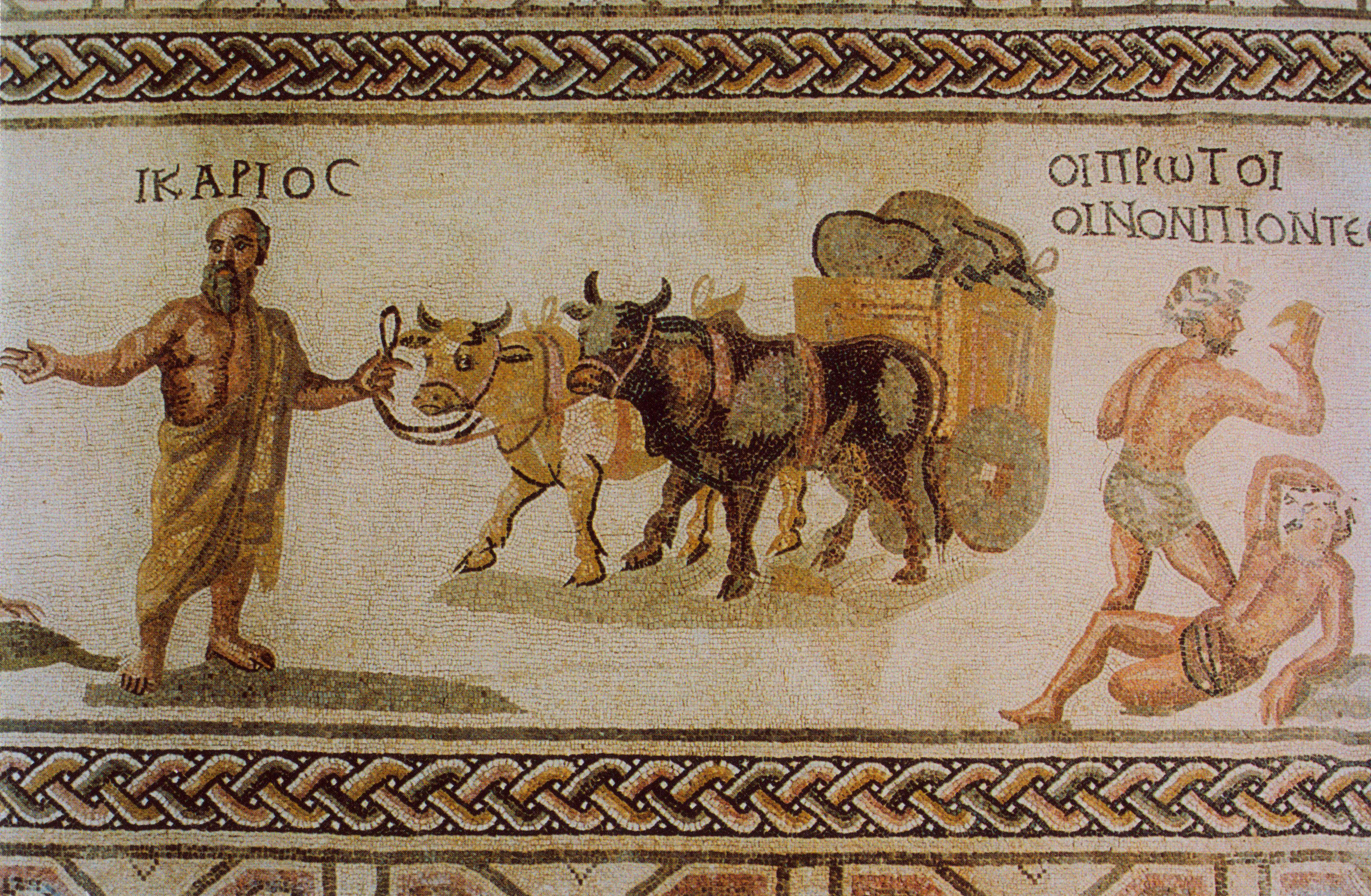
Un mosaico griego, con transporte de odres de vino en carro de bueyes (Pafos, Chipre).

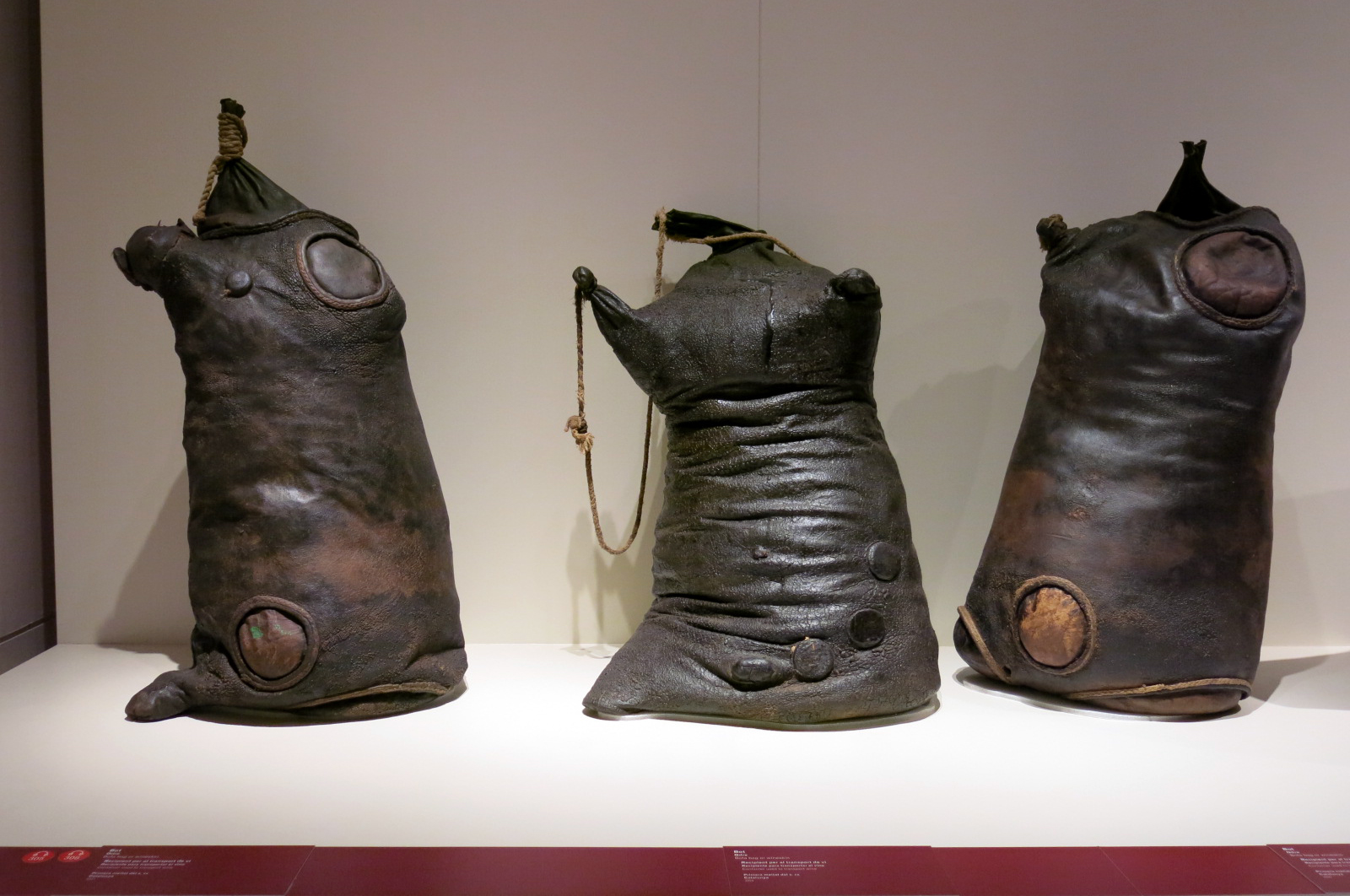
Pellejos para el transporte de vino

El odre (del latín uter) es un recipiente hecho de cuero, generalmente de cabra, que, cosido y pegado por todas partes menos por la correspondiente al cuello del animal, sirve para contener líquidos, como vino o aceite, y otras sustancias, como mantequilla y queso. Estos alimentos eran muy importantes para sobrevivir en tiempos antiguos, por lo cual se revisaba la fabricación de este, para evitar evaporaciones, derrames, etcétera.

## El odre de vino (Uter vini) en la Antigüedad
Era el recipiente más generalizado en la antigüedad para transportar grandes cantidades de vino.
Se llevaba el vino en un odre hasta el comedor y se llenaban con él las vasijas. En un fresco pompeyano se puede ver a una mujer vertiendo vino de un odre a un cántaro
sostenido por Sileno.
Los antiguos griegos celebraban durante las fiestas Dionisias rurales áticas, el segundo día, las fiestas de las Ascolias (askolia, del griego askos, "odre"), en las que se hacía el askoliasmos, una especie de concurso cuyo objetivo era permanecer el mayor tiempo posible en equilibrio sobre un odre lleno de vino y aceite.

## Pieles para la elaboración
Las pieles que se usaban para hacer odres eran de oveja, de cabra y a veces de buey. En algunas ocasiones, se conservaba el pelo del animal en los odres destinados a contener leche, mantequilla, queso y agua. Sin embargo, se requería un proceso más completo de curtido en los odres utilizados para aceite y vino.[cita requerida]

## Proceso de elaboración
El odre solía hacerse de la siguiente manera:
- Primero, se mataba un animal, al que se desollaba.
- Luego, se procedía a retirar cuidadosamente la piel, de modo que no fuese preciso abrirlo en canal.
- Se curtía la piel y se cosían todas las aberturas, excepto una. Si los pellejos no estaban bien curtidos, el líquido adquiría un sabor desagradable.
- Finalmente, la abertura no cosida, que podía ser el cuello o una de las patas, se dejaba sin coser y se cerraba con un tapón o cordel.

Aunque fue el recipiente más generalizado en la Antigüedad, en tiempos más recientes se han hecho muchos odres en el Oriente Medio, de manera muy similar a la mencionada.[cita requerida]